# Ornithogalum hajastanum
Ornithogalum hajastanum là một loài thực vật có hoa trong họ Măng tây. Loài này được Agapova mô tả khoa học đầu tiên năm 1966.